# Mennsdorf
Mennsdorf ist ein Ortsteil von Paitzdorf im Landkreis Greiz in Thüringen.

## Lage
Die Gemeinde Paitzdorf und der Ortsteil Mennsdorf liegen etwa 15 Kilometer östlich von Gera. Beide Dörfer sind über Ortsverbindungsstraßen erreichbar. Ronneburg ist 5 Kilometer südwestlich gelegen.  Ganz in der Nähe befand sich das Uranbergbaugebiet der SDAG.

## Geschichte
1181/1214 wurde der Ortsteil erstmals urkundlich erwähnt. Am 1. Juli 1950 wurde Mennsdorf nach Paitzdorf eingemeindet. Im Ortsteil leben 390 Einwohner.